# Дуранго (штат)
Дура́нго (исп. Durango; испанское произношение: [duˈɾaŋɡo]), полное официальное наименование: Свободный и Суверенный Штат Дуранго (исп. Estado Libre y Soberano de Durango) — штат в Мексике. Территория штата Дуранго составляет 119 648 км².
Дуранго граничит со штатами: Чиуауа (на севере), Коауила (на северо-востоке), Сакатекас (на юго-востоке), Наярит (на юго-западе) и Синалоа (на западе). Западные и центральные районы штата занимает горная система Сьерра-Мадре Западная.

## Этимология
Название штата произошло от названия его главного города Дуранго. Город, в свою очередь был назван в честь одноимённого города в испанской провинции Страна Басков (Бискайя). В течение испанского правления в Мексике территория штата составляла колониальное владение Новая Бискайя — провинция Новой Испании. Само название можно перевести «поляна между вышин» или «протяжённая поляна». По другой версии, durango переводится как «папоротник» или «место папоротников».

## География и климат
Большая часть территории штата гориста и весьма лесиста. Горная гряда Западная Сьерра Мадре (Sierra Madre Occidental) занимает западную и центральную части территории штата. Между горами — полупустынные глубокие каньоны. На востоке простираются пустынные районы предгорий Восточная Сьерра Мадре. Большая часть территории штата находится в засушливом и полузасушливом климате. В среднем за год выпадает около 200—500 мм осадков. В горах климат умеренный с дождливым летом и морозной и снежной зимой. Здесь выпадает осадков в среднем 800 мм в год, как дождя, так и снега. Средняя температура +21 °C. Центральная часть штата находится также в умеренном климате. Однако в некоторые годы весной бывает очень жарко и температура здесь достигает +35 °C. За свою, относительно, холодную погоду, штат получил прозвище «Морозилка Мексики», так как здесь иногда температура может понижаться до −20 °C. Рек в штате немного, и главная из них Насас (Nazas), которая дренирует пустынные восточные районы. Озёр нет. Имеются рукотворные водохранилища, крупнейшее из которых Presa Lázaro Cárdenas.

## История

### До-испанский период
Дуранго, в числе штатов Чиуауа, Сонора и Синалоа, составляет историческое и географическое единство Северной Мексики. Эта обширная территория представляет собой естественный коридор, который гряда Западная Сьерра Мадре предложила племенам тольтеков и ацтеков, оба из которых обосновались на данной территории. Новые формации сформировались, как только стало безопасным для проживания тех племён, которые мигрировали из Северной Мексики и долины Анауак, в конце концов, став домом для этих племён, которые вскоре начали формировать небольшие общины, объединившись по языку и региону.
Уичоли, кора, тараумара и тепеуано включавшие совершенно разные народы, каждый из которых вёл оседлый образ жизни и сильную семейную структуру, все исключали воинственность в отношении чичимеков, которые жили в центре. Исключением были акашее (acaxee), умы (humas), ины (hinas) и шишимы (xiximes), которые постоянно находились в состоянии войны, но всегда искали окончательное поселение в регионе Quebradas. На востоке штата протянулась длинная по протяжённости зона, которая простирается от штата Сакатекас к области Лагуна, между штатами Дуранго и Коауила. Индейцы лагунеро («Indios Laguneros») и чичимеки часто вторгались в области, населённые мирными племенами, неся нестабильность. Эти индейцы, о которых очень мало записано, были первыми обитателями региона, задолго до того, как они были истреблены испанскими колонистами. Выжили лишь племена тепеуано, уичоль, кора и тараумара.

### Испанский период

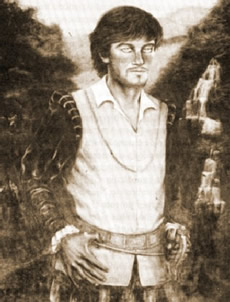
Капитан Франсиско де Ибарра

После покорения Мексики и основания обширной колонии Новая Испания, испанские конкистадоры начали исследовать и покорять Северную Мексику. В честь испанской области, населённой басками, новая обширная провинция была названа Новая Бискайя (Nueva Vizcaya). Испанский исследователь, баск по национальности капитан Франсиско де Ибарра (Francisco de Ibarra), первым колонизировавший Дуранго, поселился в этих обширных землях. В июле 1563 он основал город, который назвал Дуранго, в честь одноимённого города у себя на родине.
Территорию исследовали также Н. де Гусман (Nuño de Guzmán), К. де Вака (Cabeza de Vaca), Х. Васкес дель Меркадо (Vázquez del Mercado) и Х. Тапиа (Juan de Tapia) и др. В состав огромной по территории провинции вошли все вышеупомянутые штаты. В 1552 году испанский капитан Х. Васкес дель Меркадо открыл одно из богатейших железорудных месторождений мира, которое было, впоследствии названо его именем — Cerro de Mercado.
Постепенно, в последовавшие десятилетия, францисканцы, а затем и иезуиты начали евангелизацию местного населения, заложив основы большой католической епархии. В результате активной мессионерской деятельности ордена францисканцев, возник ряд новых городов. Создание гарнизонов в Северной Мексике создало условия для безопасного проживания колонистов.
В течение 17-18 вв. происходили крупные восстания индейцев тараумара и тепеуано. Они восставали против тяжёлых условий труда на шахтах, притеснений со стороны властей и высоких налогов. Выступления эти были подавлены, и когда, казалось, что мир в регионе уже установлен, с севера начались опустошительные набеги апачей и команчей. Их рейды продолжались вплоть до конца 19 в. В колониальный период произошёл раскол на ново-баскской территории. Первой появилась провинция Синалоа, которая тогда включала территории современных штатов Сонора и Аризона (США).

### Период независимости
Позже отложился штат Коауила, а по конституции 1824 оставшуюся территорию поделили, и были образованы два штат Чиуауа и Дуранго, а некоторые муниципалитеты отошли к штату Сакатекас. Первым губернатором штата стал С. де Бака (Santiago de Baca Ortiz). В 1825 была принята первая конституция Дуранго.
Дуранго, как и остальная часть Мексики, не избежал ожесточенной борьбы между либералами и консерваторами, а столицей несколько раз управляли сразу два мэра от обеих партий, как это было во время осады устроенной Коронадо и Патони в 1858. Также это происходило во время французской интервенции в 1864 и 1866.
В то время, когда во главе Мексики находился президент П. Диас (Porfirio Diaz), Дуранго также находился под властью местных диктатур. Никаких выборов губернатора тогда не проводилось, а главу штата назначал президент. В то время хорошо зарекомендовал себя губернатор Х. М. Флорес (Juan Manuel Flores), который занимал эту должность с 1884 по 1897. Другим выдающимся губернатором был Э. Фернандес (Esteban Fernández), который был переизбран в 1908 и оставался во главе штата до 1911. В течение диктатуры П. Диаса Дуранго присоединился к международной железнодорожной и телеграфной сетям, которые протекли по территории штата. Получила новое развитие горнодобывающая отрасль, росли старые и основывались новые города. Железная дорога соединила также столицу штата со столицей страны, что позволило улучшить сбыт товаров, производившихся в регионе и транспортировку полезных ископаемых.

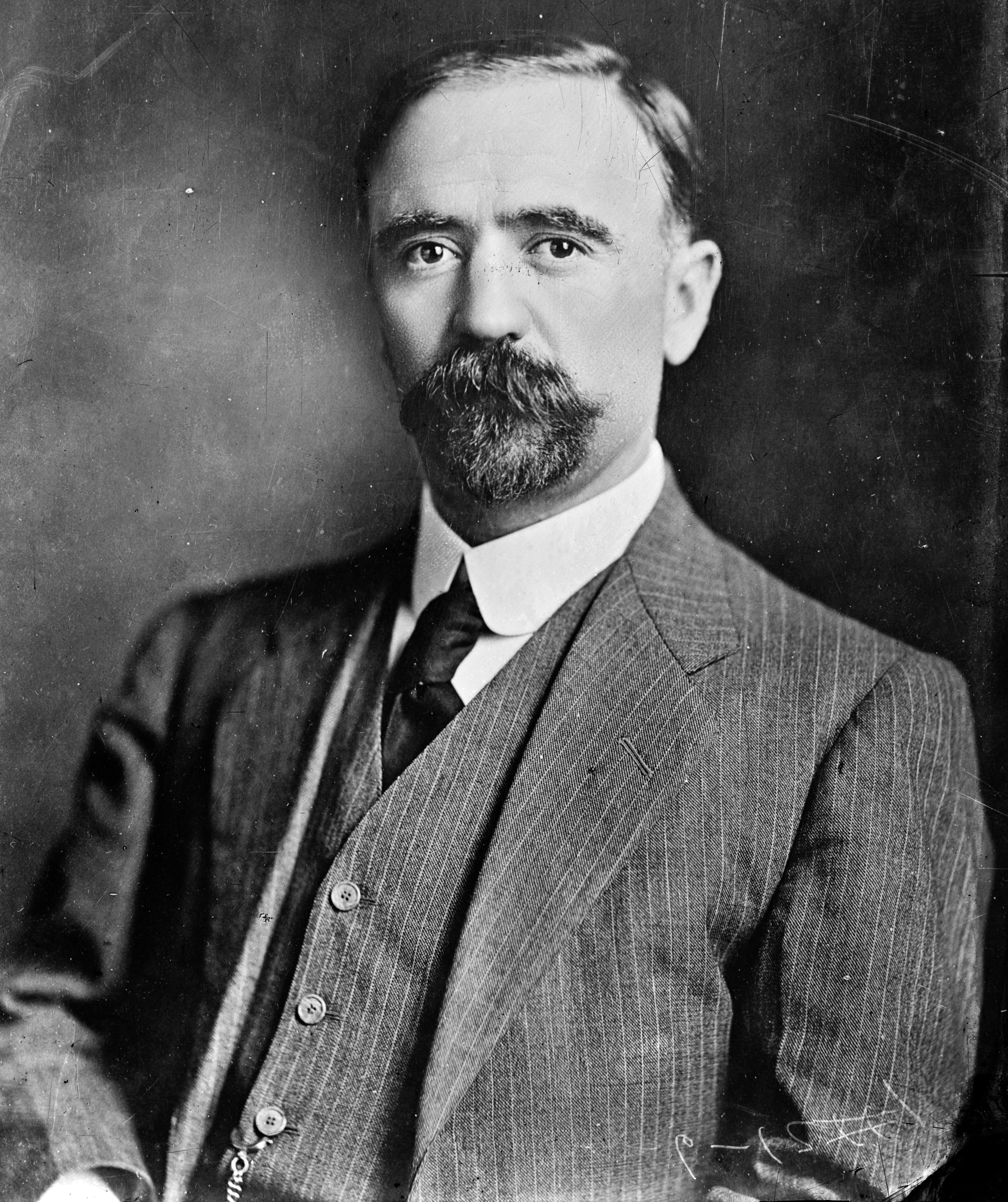
Франсиско Мадеро

Во время мексиканской революции 1910—1917, Дуранго играл очень важную роль. Здесь проявили себя такие важнейшие фигуры революционных событий, как Ф. Вилья (Francisco Villa), К. Контрерас (Calixto Contreras) и С. Сенисеро (Severino Cenicero), которые поддерживали идеологию президента Ф. Мадеро (Francisco I. Madero). В ноябре 21. 1910 дурангоские военные Х. Кастро (Jesús Agustín Castro) и О. Перейра (Oreste Pereyra) подняли вооружённое восстание в регионе Лагуна, присоединившись к войскам, поддерживавшим убитого ранее президента Мадеро.
Нестабильность в штате наблюдалась и при правительстве Э. Кальдерона (Enrique R. Calderon), который реализовал положения президента Л. Карденаса (Lazaro Cardenas), распределив 400 км² земли в области Лагуна. В течение первой половины начался т. н. «образовательный крестовый поход». В штате был основан ряд высших учебных заведений. Получила развитие дорожная сеть. В Дуранго прокладывались новые и асфальтировались старые дороги, соединявшие города и селения штата, как друг с другом, так и с остальными субъектами федерации. С 1929 на политическом олимпе штата не происходило заметных изменений. На всех губернаторских выборах всегда победу одерживали представители право-социалистической Институционно-Революционной партии (PRI). Последние годы характерны продолжавшимся исходом сельских жителей в города в поисках работы. После подписания в 1994 с США соглашения о свободной торговле (NAFTA), произошло значительное восстановление экономики Дуранго. Кроме того, правительство штата привлекло много новых инвестиций дорожную инфраструктуру, ирригацию, образование и здравоохранение.

## Население
По данным на 2010 год население Дуранго составляет 1 632 934 человек. Около 2 % населения говорит на разных индейских языках, 80 % из них принадлежат к народу тепеуа. Другие этнические группы включают уичоли и мексиканьерос.
Население Дуранго размещено довольно неравномерно, средняя плотность населения составляет всего около 13,65 человек на км², 60 % населения проживают всего в 3 муниципалитетах штата. Городское население составляет 67 %, что ниже среднего по стране показателя в 76 %. Более 90 % населения исповедует католицизм, в городских районах имеются довольно значимые меньшинства протестантов, православных, евреев, мусульман и буддистов.

## Административное деление

Административная карта штата Дуранго

В административном отношении делится на 39 муниципалитетов.

## Экономика
Горнодобывающая промышленность является основной отраслью экономики штата. Дуранго является вторым по величине производителем золота и серебра в стране после штата Сонора, третьим по добыче свинца, пятым — по меди, и шестым — по цинку. Основные отрасли промышленности — текстильная, деревообрабатывающая, горнодобывающая, электронная, автомобилестроение, пищевая. Второй отраслью экономики становится туризм. Дуранго имеет большое географическое разнообразие, вследствие чего получили развитие экстремальный и экологический туризм. Сельское хозяйство из-за скудости почв почти не развито. В местах, где осуществляется орошение высевают сорго, кукурузу, бобовые и овёс. Имеется поголовье мелкого рогатого скота, свиней, домашней птицы.

## Герб
Герб штата Дуранго представляет собой овальный щит с червлёной каймой. В центре голубого щита изображён, растущий посреди поляны, дуб с зелёной же густой листвой. Позади и спереди дуба изображены два бегущих серых волка. Щит обрамлён пальмовым венком, связанным красной лентой. Вся эта композиция расположена поверх золотого картуша. Увенчан герб испанской королевской короной. В 1621 городу Дуранго был пожалован статус города, и тогда же он получил вышеописанный герб. После создания штата Дуранго, герб его главного города стал также и гербом всего штата. Герб напоминает герб испанской провинции Бискайя. Там находится город Дуранго, в честь которого испанский исследователь де Ибарра назвал основанный им в Новой Испании (Мексике) город. Дуб символизирует свободу, волки — символ чести, синее поле щита напоминает о ясном небе над Дуранго. Штат Дуранго не имеет официально утверждённого флага. Часто используется белое полотнище с изображением герба в центре.